# Associazione Calcio Fiorentina 2001-2002
Questa voce raccoglie le informazioni riguardanti l'Associazione Calcio Fiorentina nelle competizioni ufficiali della stagione 2001-2002.

## Stagione

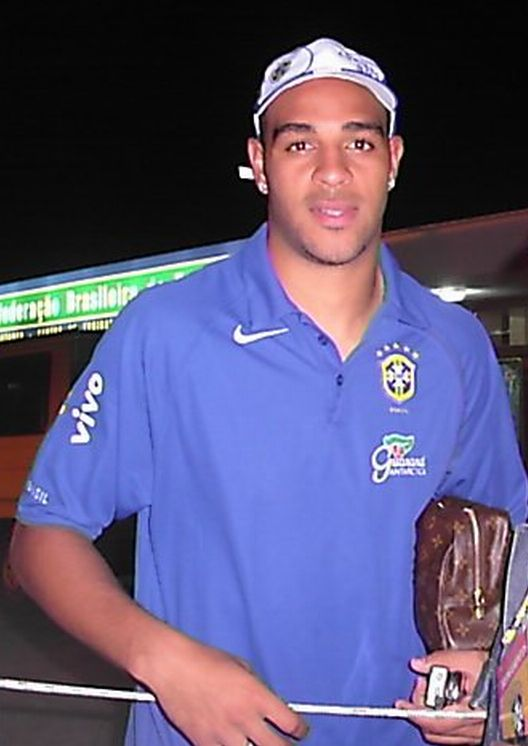
Adriano Leite Ribeiro, giunto in prestito dall'Inter nel mercato di gennaio: nonostante i 6 gol in 15 partite del brasiliano, la squadra non riuscirà a evitare la retrocessione.

Questa difficile stagione 2001-2002, per la Fiorentina è iniziata male e finita peggio, prima del campionato ha perso la Supercoppa italiana, battuta (3-0) dalla Roma, mentre il campionato lo ha terminato al penultimo posto, a seguito di un'annata negativa fin dalle prime battute, retrocedendo dunque in Serie B. Una discesa nel campionato cadetto che non si ripeteva dalla Serie A 1992-1993, quindi dopo 8 stagioni consecutive, dalla 1994-1995 fino a quest'ultima, nell'era Cecchi Gori. Successivamente, a causa dei mancati pagamenti degli stipendi dei calciatori e degli arretrati, ed anche per l'impossibilità a sostenere gli sforzi economici relativi alla partecipazione al torneo cadetto che gli competeva a seguito della retrocessione, la società non si è iscritta alla Serie B 2002-2003 ed in seguito è stata dichiarata dal Tribunale, finanziariamente, fallita. La viola riparte così nella prossima stagione dalla Serie C2, il quarto livello del calcio nazionale con una nuova società.

## Divise e sponsor
Per questa stagione la Fiorentina ha avuto la prima divisa completamente viola, la seconda bianca con inserti viola, la terza metà bianca e metà rossa con pantaloncini neri. Lo Sponsor ufficiale è Toyota, mentre lo Sponsor tecnico è Mizuno.
| Casa | Trasferta | Terza divisa |

## Rosa
| N. |                       | Ruolo | Calciatore                 |
| -- | --------------------- | ----- | -------------------------- |
| 1  | Italia (bandiera)     | P     | Giuseppe Taglialatela      |
| 3  | Italia (bandiera)     | C     | Moreno Torricelli          |
| 4  | Italia (bandiera)     | D     | Daniele Adani              |
| 5  | Italia (bandiera)     | C     | Sandro Cois                |
| 6  | Brasile (bandiera)    | C     | Amaral                     |
| 7  | Italia (bandiera)     | C     | Angelo Di Livio (capitano) |
| 8  | Jugoslavia (bandiera) | A     | Predrag Mijatović          |
| 10 | Italia (bandiera)     | C     | Domenico Morfeo            |
| 11 | Italia (bandiera)     | C     | Fabio Rossitto             |
| 12 | Italia (bandiera)     | P     | Mario Cassano              |
| 13 | Italia (bandiera)     | D     | Emiliano Moretti           |
| 14 | Italia (bandiera)     | C     | Mirko Benin                |
| 15 | Italia (bandiera)     | D     | Alessandro Agostini        |
| 16 | Italia (bandiera)     | C     | Roberto Massaro            |
| 17 | Argentina (bandiera)  | C     | Ezequiel González          |
| 18 | Italia (bandiera)     | C     | Riccardo Taddei            |
| 19 | Italia (bandiera)     | C     | Marco Rossi                |
| 20 | Italia (bandiera)     | A     | Enrico Chiesa              |
| 21 | Portogallo (bandiera) | A     | Nuno Gomes                 |
| 22 | Grecia (bandiera)     | A     | Georgios Vakouftsis        |

| N. |                      | Ruolo | Calciatore            |
| -- | -------------------- | ----- | --------------------- |
| 23 | Italia (bandiera)    | D     | Alessandro Pierini    |
| 24 | Italia (bandiera)    | C     | Christian Amoroso     |
| 25 | Italia (bandiera)    | C     | Angelo Palombo        |
| 26 | Italia (bandiera)    | D     | Niccolò Guzzo         |
| 27 | Italia (bandiera)    | D     | Andrea Tarozzi        |
| 29 | Italia (bandiera)    | D     | Luca Ceccarelli       |
| 30 | Austria (bandiera)   | P     | Alex Manninger        |
| 32 | Italia (bandiera)    | D     | Daniele Ficagna       |
| 38 | Italia (bandiera)    | D     | Giovanni Bartolucci   |
| 68 | Italia (bandiera)    | A     | Maurizio Ganz         |
| 70 | Italia (bandiera)    | A     | Anselmo Robbiati      |
| 72 | Italia (bandiera)    | D     | Paolo Vanoli          |
| 77 | Italia (bandiera)    | C     | Roberto Baronio       |
| 90 | Brasile (bandiera)   | A     | Adriano Leite Ribeiro |
| 28 | Italia (bandiera)    | C     | Orlando Fanasca       |
| 44 | Italia (bandiera)    | D     | Marco Franceschetti   |
| 34 | Italia (bandiera)    | D     | Filippo Fedeli        |
| 35 | Italia (bandiera)    | A     | Lorenzo Crocetti      |
| 2  | Rep. Ceca (bandiera) | D     | Tomáš Řepka           |
| 9  | Brasile (bandiera)   | A     | Leandro Amaral        |

## Risultati

### Supercoppa italiana
| Arbitro: | Cesari (Genova) |

|                                   |           |  |
| Candela 6’ Montella 53’ Totti 83’ | Marcatori |  |

### Serie A

#### Girone di andata
| Arbitro: | Gabriele (Frosinone) |

|  |           |                           |
|  | Marcatori | 5’ Perrotta 53’ Marazzina |

| Arbitro: | Saccani (Mantova) |

|                                                          |           |                 |
| Ševčenko 16’, 53’ Laursen 40’ Inzaghi 45+1’ Serginho 78’ | Marcatori | 18’, 58’ Chiesa |

| Arbitro: | Pieri (Lucca) |

|                          |           |            |
| Gomes 2’ Chiesa 12’, 81’ | Marcatori | 3’ Rinaldi |

| Arbitro: | Messina (Bergamo) |

|                              |           |          |
| Totti 12’ (rig.) Panucci 87’ | Marcatori | 7’ Adani |

| Arbitro: | Bolognino (Milano) |

|                          |           |             |
| Chiesa 6’ Gomes 67’, 88’ | Marcatori | 85’ Maniero |

| Arbitro: | Bolognino (Milano) |

|                |           |               |
| Nuno Gomes 79’ | Marcatori | 57’ Trezeguet |

| Arbitro: | Morganti (Ascoli Piceno) |

|                                               |           |               |
| Vugrinec 3’, 88’ Giacomazzi 11’ Chevantón 92’ | Marcatori | 12’ Mijatović |

| Arbitro: | Dondarini (Finale Emilia) |

|  |           |                          |
|  | Marcatori | 43’ (rig.) Oddo 57’ Mutu |

| Arbitro: | Rodomonti (Teramo) |

|                  |           |                         |
| Muzzi 31’ (rig.) | Marcatori | 73’ Amoroso 83’ Baronio |

| Arbitro: | Pellegrino (Barcellona Pozzo di Gotto) |

|                          |           |                     |
| Fresi 12’, 17’ Zauli 32’ | Marcatori | 15’ Ganz 26’ Vanoli |

| Firenze 18 novembre 2001, ore 15:00 CET 11ª giornata | Fiorentina         | 0 – 0 referto | Torino | Stadio Artemio Franchi (16.364 spett.)\| Arbitro: \| Preschern (Mestre) \| |
| Arbitro:                                             | Preschern (Mestre) |               |        |                                                                            |

| Arbitro: | Rodomonti (Teramo) |

|                         |           |  |
| Kallon 43’ C. Vieri 56’ | Marcatori |  |

| Arbitro: | Cassarà (Palermo) |

|           |           |                                 |
| 77’ Benin | Marcatori | 1’ Poggi 84’ Hubner 88’ Statuto |

| Arbitro: | Bertini (Arezzo) |

|                                           |           |  |
| Poborsky 12’ Crespo 59’ Claudio López 86’ | Marcatori |  |

| Arbitro: | Pieri (Genova) |

|            |           |  |
| Ganz 90+4’ | Marcatori |  |

| Arbitro: | Trentalange (Torino) |

|                           |           |  |
| Bonazzoli 71’ Di Vaio 82’ | Marcatori |  |

| Arbitro: | Bertini (Arezzo) |

|          |           |                                    |
| Adani 8’ | Marcatori | 32’ Vryzas 58’Di Loreto 77’ Grosso |

#### Girone di ritorno
| Arbitro: | Treossi (Forlì) |

|                              |           |                            |
| Corini 45’ (rig.) D'Anna 87’ | Marcatori | 12’ Nuno Gomes 90’ Adriano |

| Arbitro: | Paparesta (Bari) |

|             |           |               |
| Adriano 90’ | Marcatori | 51’ José Mari |

| Arbitro: | Farina (Novi Ligure) |

|                  |           |  |
| Piá 35’ Doni 75’ | Marcatori |  |

| Arbitro: | Bolognino (Milano) |

|                        |           |                         |
| Morfeo 16’ Adriano 18’ | Marcatori | 54’ Cassano 75’ Emerson |

| Arbitro: | Rosetti (Torino) |

|                            |           |  |
| Magallanes 17’ Maniero 53’ | Marcatori |  |

| Arbitro: | Borriello (Mantova) |

|                             |           |             |
| Trezeguet 11’ Del Piero 30’ | Marcatori | 14’ Adriano |

| Arbitro: | Rosetti (Torino) |

|              |           |                              |
| Di Livio 41’ | Marcatori | 45+1’ Vugrinec 83’ Chevanton |

| Arbitro: | Nucini (Bergamo) |

|          |           |                        |
| Mutu 87’ | Marcatori | 26’ Morfeo 82’ Adriano |

| Firenze 10 marzo 2002, ore 15:00 26ª giornata | Fiorentina           | 0 – 0 referto | Udinese | Stadio Artemio Franchi (21.639 spett.)\| Arbitro: \| Farina (Novi Ligure) \| |
| Arbitro:                                      | Farina (Novi Ligure) |               |         |                                                                              |

| Arbitro: | Bolognino (Milano) |

|              |           |          |
| González 45’ | Marcatori | 60’ Cruz |

| Arbitro: | Bolognino (Milano) |

|                |           |  |
| Scarchilli 12’ | Marcatori |  |

| Arbitro: | Collina (Viareggio) |

|  |           |              |
|  | Marcatori | 61’ C. Vieri |

| Arbitro: | Preschern (Mestre) |

|                                    |           |  |
| Matuzalém 24’ Volpi 40’ Hubner 45’ | Marcatori |  |

| Arbitro: | Pellegrino (Barcellona Pozzo di Gotto) |

|  |           |               |
|  | Marcatori | 24’ Castromán |

| Arbitro: | Gabriele (Frosinone) |

|                             |           |  |
| 35’ Toni R. Baggio 74’, 88’ | Marcatori |  |

| Arbitro: | Messina (Bergamo) |

|            |           |                  |
| Adriano 4’ | Marcatori | 81’, 90’ Di Vaio |

| Arbitro: | Morganti (Ascoli Piceno) |

|                         |           |  |
| Bazzani 8’ Zé Maria 25’ | Marcatori |  |

### Coppa Italia
| Arbitro: | Preschern (Mestre) |

|                         |           |  |
| Oliveira 28’ Pedone 61’ | Marcatori |  |

| Arbitro: | Rossi (Ciampino) |

|  |           |                        |
|  | Marcatori | 43’ Oliveira 78’ Taldo |

### Coppa UEFA
| Dnipropetrovsk 20 settembre 2001, ore 18:00 Primo turno - andata | Dnipro | 0 – 0 referto | Fiorentina | Meteor Stadium\| Arbitro: \| Leuba \| |
| Arbitro:                                                         | Leuba  |               |            |                                       |

| Arbitro: | Barber |

|                      |           |               |
| Adani 75’ Chiesa 76’ | Marcatori | 88’ Slabyshev |

| Arbitro: | Ingvarsson |

|                           |           |  |
| Morfeo 47’ Nuno Gomes 86’ | Marcatori |  |

| Arbitro: | Douros |

|                   |           |                           |
| Gilewicz 25’, 75’ | Marcatori | 26’ Nuno Gomes 41’ Morfeo |

| Arbitro: | Mejuto Gonzalez |

|  |           |            |
|  | Marcatori | 24’ Bakari |

| Arbitro: | Fandel |

|                            |           |  |
| Cheyrou 32’ Sterjovski 78’ | Marcatori |  |

## Statistiche

### Statistiche dei giocatori
Sono in corsivo i calciatori che hanno lasciato la società a stagione in corso.
| Giocatore        | Serie A  | Serie A | Serie A     | Serie A    | Coppa Italia | Coppa Italia | Coppa Italia | Coppa Italia | Coppa UEFA | Coppa UEFA | Coppa UEFA  | Coppa UEFA | Supercoppa Italiana | Supercoppa Italiana | Supercoppa Italiana | Supercoppa Italiana | Totale   | Totale | Totale      | Totale     |
| Giocatore        | Presenze | Reti    | Ammonizioni | Espulsioni | Presenze     | Reti         | Ammonizioni  | Espulsioni   | Presenze   | Reti       | Ammonizioni | Espulsioni | Presenze            | Reti                | Ammonizioni         | Espulsioni          | Presenze | Reti   | Ammonizioni | Espulsioni |
| ---------------- | -------- | ------- | ----------- | ---------- | ------------ | ------------ | ------------ | ------------ | ---------- | ---------- | ----------- | ---------- | ------------------- | ------------------- | ------------------- | ------------------- | -------- | ------ | ----------- | ---------- |
| D. Adani         | 23       | 2       | ?           | ?          | 0            | 0            | 0            | 0            | 5          | 1          | 0           | 0          | 1                   | 0                   | 0                   | 0                   | 29       | 3      | 0+          | 0+         |
| Adriano          | 15       | 6       | ?           | ?          | 0            | 0            | 0            | 0            | 0          | 0          | 0           | 0          | 0                   | 0                   | 0                   | 0                   | 15       | 6      | 0+          | 0+         |
| A. Agostini      | 13       | 0       | ?           | ?          | 2            | 0            | 0            | 0            | 2          | 0          | 1           | 0          | 0                   | 0                   | 0                   | 0                   | 17       | 0      | 1+          | 0+         |
| Amaral           | 25       | 0       | ?           | ?          | 2            | 0            | 0            | 0            | 3          | 0          | 0           | 0          | 0                   | 0                   | 0                   | 0                   | 30       | 0      | 0+          | 0+         |
| Leandro Amaral   | 1        | 0       | ?           | ?          | 0            | 0            | 0            | 0            | 0          | 0          | 0           | 0          | 1                   | 0                   | 0                   | 0                   | 2        | 0      | 0+          | 0+         |
| C. Amoroso       | 28       | 1       | ?           | ?          | 1            | 0            | 1            | 0            | 6          | 0          | 1           | 0          | 0                   | 0                   | 0                   | 0                   | 35       | 1      | 2+          | 0+         |
| G. Bartolucci    | 0        | 0       | ?           | ?          | 2            | 0            | 0            | 0            | 0          | 0          | 0           | 0          | 0                   | 0                   | 0                   | 0                   | 2        | 0      | 0+          | 0+         |
| R. Baronio       | 21       | 1       | ?           | ?          | 0            | 0            | 0            | 0            | 5          | 0          | 1           | 0          | 1                   | 0                   | 0                   | 0                   | 27       | 1      | 1+          | 0+         |
| M. Benin         | 7        | 1       | ?           | ?          | 2            | 0            | 0            | 0            | 4          | 0          | 1           | 0          | 0                   | 0                   | 0                   | 0                   | 13       | 1      | 1+          | 0+         |
| M. Cassano       | 2        | -4      | ?           | ?          | 1            | -2           | 0            | 0            | 0          | -0         | 0           | 0          | 0                   | -0                  | 0                   | 0                   | 3        | -6     | 0+          | 0+         |
| L. Ceccarelli    | 12       | 0       | ?           | ?          | 2            | 0            | 0            | 0            | 2          | 0          | 0           | 0          | 0                   | 0                   | 0                   | 0                   | 16       | 0      | 0+          | 0+         |
| E. Chiesa        | 5        | 5       | ?           | ?          | 0            | 0            | 0            | 0            | 2          | 1          | 1           | 0          | 1                   | 0                   | 0                   | 0                   | 8        | 6      | 1+          | 0+         |
| S. Cois          | 11       | 0       | ?           | ?          | 0            | 0            | 0            | 0            | 3          | 0          | 1           | 0          | 1                   | 0                   | 0                   | 0                   | 15       | 0      | 1+          | 0+         |
| L. Crocetti      | 1        | 0       | ?           | ?          | 0            | 0            | 0            | 0            | 0          | 0          | 0           | 0          | 0                   | 0                   | 0                   | 0                   | 1        | 0      | 0+          | 0+         |
| A. Di Livio      | 32       | 1       | ?           | ?          | 0            | 0            | 0            | 0            | 4          | 0          | 0           | 0          | 1                   | 0                   | 1                   | 0                   | 37       | 1      | 1+          | 0+         |
| O. Fanasca       | 1        | 0       | ?           | ?          | 2            | 0            | 0            | 0            | 0          | 0          | 0           | 0          | 0                   | 0                   | 0                   | 0                   | 3        | 0      | 0+          | 0+         |
| F. Fedeli        | 2        | 0       | ?           | ?          | 1            | 0            | 0            | 0            | 1          | 0          | 0           | 0          | 0                   | 0                   | 0                   | 0                   | 4        | 0      | 0+          | 0+         |
| D. Ficagna       | 0        | 0       | ?           | ?          | 2            | 0            | 0            | 0            | 0          | 0          | 0           | 0          | 0                   | 0                   | 0                   | 0                   | 2        | 0      | 0+          | 0+         |
| M. Franceschetti | 1        | 0       | ?           | ?          | 0            | 0            | 0            | 0            | 0          | 0          | 0           | 0          | 0                   | 0                   | 0                   | 0                   | 1        | 0      | 0+          | 0+         |
| M. Ganz          | 15       | 2       | ?           | ?          | 0            | 0            | 0            | 0            | 0          | 0          | 0           | 0          | 0                   | 0                   | 0                   | 0                   | 15       | 2      | 0+          | 0+         |
| N. Gomes         | 23       | 5       | ?           | ?          | 0            | 0            | 0            | 0            | 6          | 2          | 0           | 0          | 1                   | 0                   | 0                   | 0                   | 30       | 7      | 0+          | 0+         |
| E. González      | 19       | 1       | ?           | ?          | 2            | 0            | 0            | 0            | 4          | 0          | 1           | 0          | 1                   | 0                   | 0                   | 0                   | 26       | 1      | 1+          | 0+         |
| N. Guzzo         | 0        | 0       | ?           | ?          | 1            | 0            | 0            | 0            | 1          | 0          | 0           | 0          | 0                   | 0                   | 0                   | 0                   | 2        | 0      | 0+          | 0+         |
| A. Manninger     | 24       | -39     | ?           | ?          | 0            | -0           | 0            | 0            | 6          | -6         | 0           | 0          | 0                   | -0                  | 0                   | 0                   | 30       | -45    | 0+          | 0+         |
| P. Mijatović     | 13       | 1       | ?           | ?          | 0            | 0            | 0            | 0            | 4          | 0          | 0           | 0          | 0                   | 0                   | 0                   | 0                   | 17       | 1      | 0+          | 0+         |
| E. Moretti       | 27       | 1       | ?           | ?          | 0            | 0            | 0            | 0            | 6          | 0          | 0           | 0          | 1                   | 0                   | 0                   | 0                   | 34       | 1      | 0+          | 0+         |
| D. Morfeo        | 18       | 2       | ?           | ?          | 1            | 0            | 0            | 0            | 3          | 2          | 0           | 0          | 1                   | 0                   | 0                   | 0                   | 23       | 4      | 0+          | 0+         |
| A. Palombo       | 10       | 0       | ?           | ?          | 1            | 0            | 0            | 0            | 0          | 0          | 0           | 0          | 0                   | 0                   | 0                   | 0                   | 11       | 0      | 0+          | 0+         |
| A. Pierini       | 15       | 0       | ?           | ?          | 0            | 0            | 0            | 0            | 0          | 0          | 0           | 0          | 1                   | 0                   | 0                   | 0                   | 16       | 0      | 0+          | 0+         |
| T. Řepka         | 1        | 0       | ?           | ?          | 0            | 0            | 0            | 0            | 0          | 0          | 0           | 0          | 0                   | 0                   | 0                   | 0                   | 1        | 0      | 0+          | 0+         |
| A. Robbiati      | 5        | 0       | ?           | ?          | 0            | 0            | 0            | 0            | 0          | 0          | 0           | 0          | 0                   | 0                   | 0                   | 0                   | 5        | 0      | 0+          | 0+         |
| M. Rossi         | 15       | 0       | ?           | ?          | 0            | 0            | 0            | 0            | 4          | 0          | 0           | 0          | 1                   | 0                   | 0                   | 0                   | 20       | 0      | 0+          | 0+         |
| F. Rossitto      | 3        | 0       | ?           | ?          | 2            | 0            | 1            | 0            | 0          | 0          | 0           | 0          | 0                   | 0                   | 0                   | 0                   | 5        | 0      | 1+          | 0+         |
| R. Taddei        | 2        | 0       | ?           | ?          | 1            | 0            | 1            | 0            | 2          | 0          | 0           | 0          | 0                   | 0                   | 0                   | 0                   | 5        | 0      | 1+          | 0+         |
| G. Taglialatela  | 9        | -20     | ?           | ?          | 1            | -2           | 0            | 0            | 0          | -0         | 0           | 0          | 1                   | -3                  | 0                   | 0                   | 11       | -25    | 0+          | 0+         |
| A. Tarozzi       | 18       | 0       | ?           | ?          | 1            | 0            | 1            | 0            | 3          | 0          | 1           | 0          | 1                   | 0                   | 0                   | 0                   | 23       | 0      | 2+          | 0+         |
| M. Torricelli    | 29       | 0       | ?           | ?          | 0            | 0            | 0            | 0            | 3          | 0          | 0           | 0          | 0                   | 0                   | 0                   | 0                   | 32       | 0      | 0+          | 0+         |
| P. Vanoli        | 17       | 1       | ?           | ?          | 0            | 0            | 0            | 0            | 5          | 0          | 0           | 0          | 0                   | 0                   | 0                   | 0                   | 22       | 1      | 0+          | 0+         |
| G. Vakouftsīs    | 7        | 0       | ?           | ?          | 1            | 0            | 0            | 0            | 0          | 0          | 0           | 0          | 0                   | 0                   | 0                   | 0                   | 8        | 0      | 0+          | 0+         |